# 廃車指令
廃車指令(ELV指令)(英: End-of Life Vehicles Directive)とは、"Directive 2000/53/EC OF THE EUROPEAN PARLIAMENT AND OF THE COUNCIL of 18 September 2000 on end-of life vehicles"（使用済み車両に関する2000年9月18日の欧州議会と欧州連合理事会の指令2000/53/EC）の通称であり、EUで、使用済み自動車が環境に与える負荷を低減するための指令である。自動車からの廃棄物が出ることを防止、又は削減するために使用済み自動車やそのコンポーネントの再利用や再生利用をすること、そして使用済み自動車の処理業者が効率よく処理できるようにすることを目的としている。1997年7月に最初の法案が発表され、2000年10月21日から施行された。2006年7月施行のRoHS指令より6年程前から使用済み自動車の環境規制が始まっていた。

## ELV
ELVは"end of life vehicle"の略であり、その文字通りの意味は、寿命を終えた車両、の意味である。ELV指令第二条第一項によれば、廃棄物である車両のことを意味する。廃棄物とは、持ち主が処分をする、あるいは法律によって処分を求められている全ての物質や物体のことを言う。日本語では、"寿命末期車"、"使用済み自動車"、"廃車"、"廃自動車"、"廃棄自動車"などと訳されている。

## 構成
- 第一条: 目的 - 廃棄物を無くすか、減らすかすることが目的であること。
- 第二条: 語句の定義 - 使用済み自動車、処理、再利用、再生利用、などのキーワードの定義。
- 第三条: 適用範囲 - 自動車、使用済み自動車、その部品、材料に適用されること。
- 第四条: 防止 - 廃棄物がでることを防止し、有害物質を使用しないようにすること。
- 第五条: 回収 - 使用済み自動車が、認可をうけた業者のもとに確実に回収されるようにすること。回収の費用は生産者が負担すること。
- 第六条: 取り扱い - 使用済み自動車は、認可を受けた業者か取り扱うこと。
- 第七条: 再利用と再生 - 部品や材料の再利用、再生利用に努めること。その数値目標。
- 第八条: コーディングと分解のための情報 - 部品・材料が特定できるようにするためのコード体系を確立し、分解の際に再生・再利用、有害物質の特定ができよう情報を市場に提供すること。
- 第九条: 報告および情報 - 実施の状況を定期的に報告し、また取組の方法に関する情報を提供すること。
- 第十条: 実施 - 各国は2002年4月21日までに、法律や実施の仕組みを整え、報告すること。
- 第十一条: 委員会 - 委員会が組織され、各国からの報告を受け付けること。
- 第十二条: 施行 - 公報で公開された時から施行されること。
- 第十三条: 対象 - この指令はEU各国に対して実施を求められていること。
- 付属書一: 第六条に関連し、取り扱いに対する技術的な必須要求項目のリスト。
- 付属書二: 有害物質を例外的に使用してよい用途のリスト（後述）。

## 内容
このELV指令の内容は次のように5つのポイントにまとめることができる。
有害物質の使用禁止
2003年7月1日以降に市場に出される自動車部品や材料に、鉛、水銀、カドミウム、六価クロムが含まれていてはならない。例えば、従来ボルト・ナットなどの錆止めに六価クロムをつかっためっきが一般的に行われていたが、六価クロムは強い毒性をもち、六価クロムを含む廃液・鉱滓などによる環境汚染・健康被害でしばしば問題を起こしていた。現在ではおもに無害な三価クロムを使用しためっきに置き換えられている。
取り除く部品を指定
例えば、極端な例として使用済み自動車をそのまま丸ごと破砕してしまっては後でどんなリカバリー処理もできなくなるし、有害物質も分別できなくなってしまう。そこでELV指令では、使用済み自動車を処理する際、まずはコンポーネントをすべて取り外すことを求めている。例えば、鉛、水銀、カドミウム、六価クロムを含む部品は取り外して確かな方法で保管しておかなければならない。また、燃料、オイル、ガス、バッテリー、キャタライザーなども使用済み自動車から除くことが定められている。当然、このようなものを取り除いて保管しておくにはそれなりの設備が必要で、そのような設備がなければ使用済み自動車の処理工場の認定を受けることができない。
目標リサイクル率
2006年1月1日までに再利用・リカバリーが年間の使用済み自動車の重量に対して85%以上、再利用・再生利用が80%以上とすること、2015年1月1日までに再利用・リカバリーを95%以上、再利用・再生利用を85%以上とすることが決められている。なお、再利用（reuse）とは、使用済み自動車から取り外したコンポーネントを同じ目的に使用することであり、再生利用（recycling）とは、廃棄物を処理して再び何かに使用することであり、リカバリー（recovery）とは、廃棄物を処理して燃料とするなどの方法で有効利用することである。オランダでは1997年の時点ですでに再利用・リカバリー率の目標を達成しており、2005年にはスウェーデンとともに再利用・リカバリー率85%を達成している。
回収・処理システムの確立
まず、認可された処理業者が発行する破壊証明(a certificate of detruction)が、自動車の登録抹消に必要であるような仕組みを確立することが各国に求められている。 回収の仕組みを導入し、使用済み自動車を回収するための費用は製造者が負担する。ただ、本文には「製造者が全てまたは相当な（significat）分のコストを支払う」とあり、これをどのように解釈するか議論になった。
使用済み自動車の無償引取り
使用済み自動車が全く市場価値をもたない、あるいはむしろ対価を払わねば引き取り手がない（a negative market value）場合でも、回収時に所有者に対する費用が発生しない仕組みでなければならない。また、本指令に基づく各国の法律が整備される2002年以前に市場にでた自動車については各メーカーとも費用を負担することに抵抗しており、とりあえずは従来どおり最終所有者が負担する仕組みになっている。

## 付属書二（Annex II)
上記のとおり、本指令は、2003年7月1日以降に市場に出る自動車部品や自動車製造用の材料に鉛、水銀、カドミウム、六価クロムが含まれることを禁じている。ただし、適当な代替材料がない場合があり、いくつかの用途については例外が定められており、この例外用途のリストが付属書二（Annex II）である。例外として最もよく知られているもののひとつが、鉛蓄電池に使われている鉛で、これが例外になっているのは、適当な代替材料もないし、回収時に別のものとまぎれて外部に流出することはないように注意できるからである。他にも、鉛の場合、合金の成分としての限られた量の鉛や、一部の用途のはんだ（プリント基板やガラス板へのはんだなど）が付属書二で例外として使用が認められている。
俗に「ELV指令が改訂になった」といわれるのは、実際にはELV指令本文ではなく、この付属書二が改訂になったことを指している。2000年の本指令の発効後、2002年（第1回改訂、Decision 2002/525/EC）、2005年（第2回、Decision 2005/673/EC）、2008年（第3回、Decision 2008/689/EC）、2010年（第4回、Decision 2010/115/EU）、 2011年（第5回、Directive 2011/37/EU）に付属書二の改定が行われ、2011年7月現在の最新版は、第5回の版（2011年3月30日）である。
この付属書には、単に例外項目が並べてあるだけでなく、使用可能期限（例外であり続ける期限）や見直し時期なども併記されている。例えば、鉛を含むはんだは最初から付属書二に記載されていたが、2008年の改訂版から、使用は2010年12月31日より前に設計承認された車両に限ることが明記された。ただし、改定のたびごとに、はんだの用途を細分化し、2011年1月以降に期限を延ばした用途も多い。また、使用期限が明記されていない用途についても2014年に見直しをすることが明記されている。
なお鉛以外の禁止物質については、充電池に使用するカドミウムが2009年1月以降、めっきにつかう六価クロムが2007年7月1日以降（シャシに使用するボルト・ナットについては2008年7月1日以降）の使用が禁止されている。また、ヘッドライトや液晶のバックライトに封入されている水銀は、使用は2012年7月1日以前に限ることが付属書二に明記されている。鉛以外の禁止物質（カドミウム、六価クロム、水銀）について、2011年の版の付属書二に記載されている用途は、上記の用途とキャンピングカーに使用される冷房装置用冷媒の防蝕剤としての六価クロム1項目だけである。